# Klinisk kemi
Klinisk kemi (ofta Klin Kem) är en medicinsk specialitet som inriktar sig på användningen av biokemiska, immunologiska och fysikalisk-kemiska metoder för att genom undersökning av kroppsvätskor, vävnader, celler (och deras sub-strukturer) och kroppsutsöndringar samt genom funktionsundersökningar påvisa sjukdomar och sjukdomstecken samt följa effekterna av behandling. På en klinisk kemi-avdelning på ett sjukhus bedriver man ofta verksamhet dygnet runt för att kunna analysera prover som kommer in akut oavsett när det sker.

## Leversjukdomar
| Markör                       | Förkortning | Typ     | Användningsområde                              |
| ---------------------------- | ----------- | ------- | ---------------------------------------------- |
| Albumin                      | Alb         | Protein | Påverkan av leverns förmåga till proteinsyntes |
| Alanin transaminas           | ALAT        | Enzym   | Leverspecifik skademarkör                      |
| Gamma glutamyl transpeptidas | GGT         | Enzym   | Skada och/eller obstruktion i lever/gallgångar |

## Hjärtsjukdomar
| Markör               | Förkortning    | Typ     | Användningsområde |
| -------------------- | -------------- | ------- | ----------------- |
| Aspartat transaminas | ASAT           | Enzym   |                   |
| Kreatin kinas        | CK             | Enzym   |                   |
| Laktat dehydrogenas  | LD             | Enzym   |                   |
| Troponin             | Tn (I eller T) | Protein | Hjärtinfarkt      |

## Koagulation
- Protrombinkomplex
- APT-tid
- Antitrombin
- D-dimer
- Fibrin

## Pankreassjukdomar
- Amylas - pankreatit
- Glukos - diabetes

## Cancermarkörer
- Alfafetoprotein (AFP) - primär levercancer
- Carcinoembryonic antigen (CEA) - tjocktarmscancer
- Koriongonadotropin (CA-125) - ovarialcancer
- Prostataspecifikt antigen (PSA) - prostatacancer

## Kvalitetssäkring och standardisering
Kvalitetssäkring är en central del inom klinisk kemi. Extern kvalitetssäkring innebär att prover skickas ut till laboratorierna för att se att man mäter lika. Detta möjliggör jämförelse av analysresultat mellan olika laboratorier. Intern kvalitetssäkring bygger på interna kontroller för att kontrollera att metodernas imprecision. Spridningen brukar anges i CV% (coefficient of variation). 

## Mötesverksamhet
Inom klinisk kemi hålls traditionellt ett vårmöte varje år, ibland hålls det på  hösten. 
- Höstmötet i klinisk kemi 2019 hölls 10-12/9 i Västerås, fysiskt möte.
- Vårmötet i klinisk kemi 2021 hölls i Umeå 26-27/5, helt digitalt på grund av Covid-19
- Höstmötet i klinisk kemi 2022 hålls  20-22/9 i Jönköping.